# Абу Бакр аль-Асрам
Абу́ Бакр А́хмад ибн Муха́ммад аль-А́срам (араб. أبو بكر الأثرم‎, ум. в 875 году) — исламский богослов, хадисовед, автор «Сунана», один из учеников Ахмада ибн Ханбаля.

## Биография
Его полное имя: Абу Бакр Ахмад ибн Мухаммад ибн Хани аль-Искафи аль-Асрам ат-Таи́ (араб. أَبُو بَكْرٍ أَحْمَدُ بنُ مُحَمَّدِ بنِ هَانِئ الإِسْكَافيُّ الأَثْرَم الطَّائِيُّ‎). Возможно, его нисба была аль-Кальби (الكَلْبِيّ‎) и он был из племени кальбитов, а не таитов (ат-Таи).
Абу Бакр аль-Асрам родился во времена халифа Харуна ар-Рашида (правил в 786—809 годах), точная дата рождения неизвестна. Обучался у Абу Нуайма аль-Фадля ибн Дукайна, Ахмада ибн Ханбаля, Ибн Абу Шейбы и многих других. От него передавали хадисы: ан-Насаи в своём «Сунане», Муса ибн Харун, Али ибн Абу Тахир аль-Казвини и др. По преданиям Абу Бакр после встречи с Ахмадом ибн Ханбалем отбросил все свои прежние убеждения по вопросам фикха и стал его последователем. По словам Ибрахима аль-Исфахани (Ибн Урма), Абу Бакр обладал лучшей памятью, чем Абу Зура ар-Рази.
Точная дата смерти аль-Асрама тоже неизвестна. Аз-Захаби в «ат-Тазкира» упоминает, что он умер после 260 года по хиджре (874 год) в городе Искаф (араб. إِسْكَاف‎), который расположен между Багдадом и Васитом. Ибн Хаджар в «ат-Тазхибе» определяет датой смерти 875 год.